# 시노부촌 (후쿠시마현 시노부군)
시노부촌(信夫村)은 후쿠시마현 시노부군에 일찍이 존재했던 촌이다. 1966년 6월 1일 시노부촌, 마쓰카와정 등 2개 정·촌이 후쿠시마시에 편입합병되고 폐지되었다. 후쿠시마시의 남부에 해당한다.

## 역사
- 1955년 3월 1일 - 오모리촌, 도리카와촌, 히라타촌이 합병해 시노부촌이 성립하였다.
- 1962년 4월 5일 - 미나미후쿠시마역이 개업하였다.
- 1963년 4월 1일 - 국도 115호선이 제정되었다.
- 1966년 6월 1일 - 시노부촌, 마쓰카와정 등 2개 촌이 후쿠시마시에 편입합병되고 소멸하였다.

## 교통

### 철도
- 일본국유철도(→동일본 여객철도)
  - 도호쿠 신칸센
  - 도호쿠 본선

### 도로
- 2급국도
  - 국도 115호선

## 참고 문헌
- 角川日本地名大辞典編纂委員会『角川日本地名大辞典 7 福島県』、角川書店、1981年 ISBN 4040010701
- 日本加除出版株式会社編集部『全国市町村名変遷総覧』、日本加除出版、2006年、ISBN 4817813180